# M27
M27 или още NGC 6853, е открита от Шарл Месие на 12 юли 1764 г. Записана е под номер 27 в неговия каталог. Това е първата наблюдавана планетарна мъглявина в историята на астрономията. На български е популярна и с името Гира (на английски Dumbbell Nebula).
М27 е астрономически обект с изключителна светимост и широк диаметър – най-светлата част е с размер 1 от този на Луната. Известно е, че скоростта на разширение е 6,8 дъгови секунди за век, се предполага, че тя е на възраст 3000 или 4000.
Централната звезда породила мъглявината е с 13,5 видима величина, поради което е трудно наблюдаема с астрономически уреди за аматъори. Това е доста горещо бяло джудже (85 000 К) със син цвят. Може би до нея има друга звезда, с още по-малка величина (17) и видимо разстояние от 6,5 дъгови секунди. Наблюдаема е между месеците май и септември.